# Molen van Geetbets

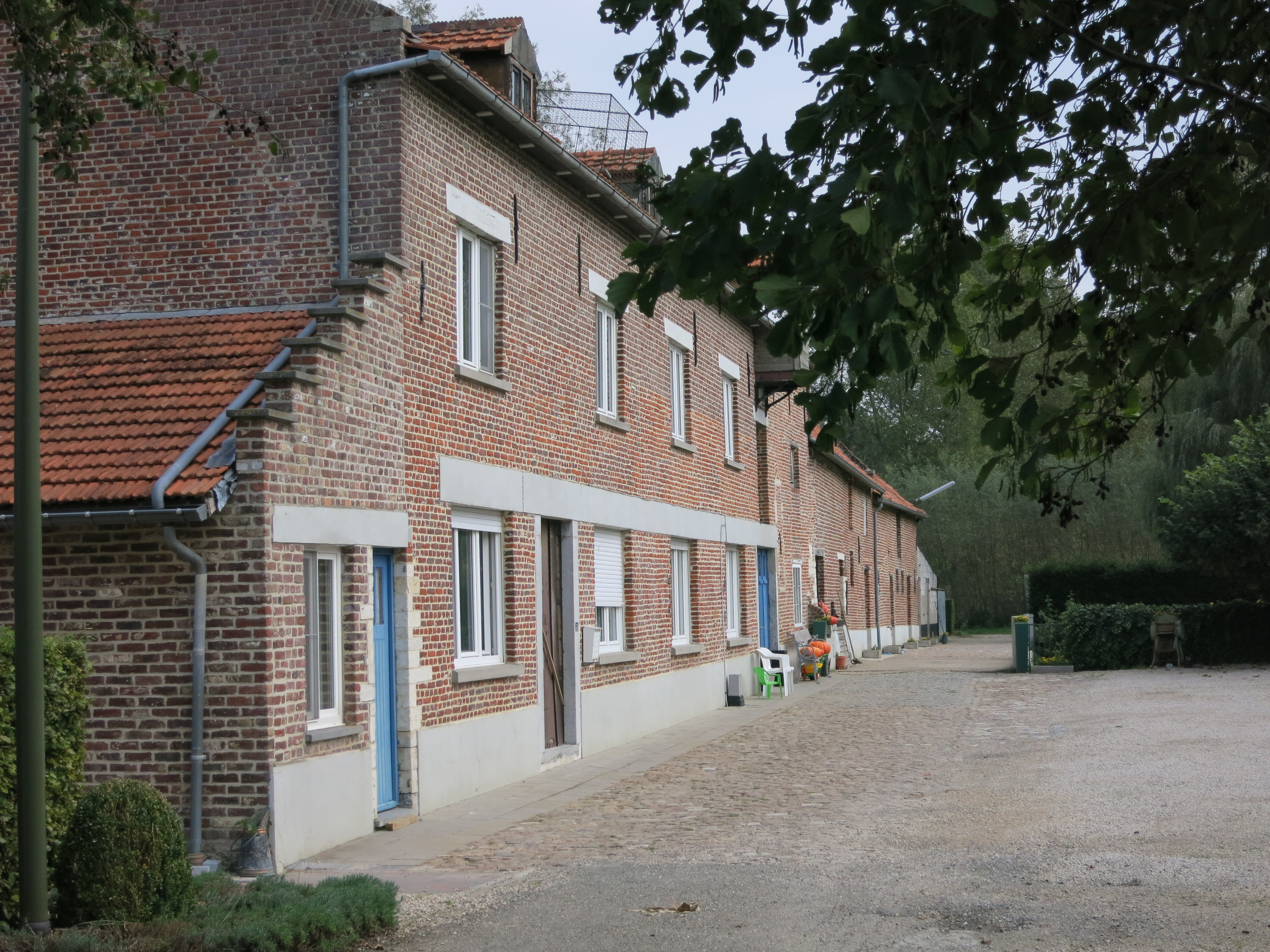
Molen van Geetbets[Geetbets

De Molen van Geetbets is een watermolen in de Vlaams-Brabantse plaats Geetbets, gelegen aan de Molenstraat 11.
Deze middenslagmolen op de Grote Gete fungeerde als korenmolen. Het was een dubbelmolen en de tegenoverliggende molen diende als oliemolen en hennepmolen, namelijk voor het breken van hennepvezels.

## Geschiedenis
Al in 1330 was er sprake van een watermolen op deze plaats. Deze molen hing onder meer af van de Abdij van Vlierbeek en het Rood Klooster te Oudergem. Hoewel in Halen een hertogelijke banmolen stond was het de boeren toegestaan hun graan te Geetbets te laten malen.
De hennepmolen werd in 1883 gesloopt en de oliemolen werd in 1902 ingericht als zuivelfabriek. Tot 1973 werd op waterkracht gemalen, daarna nog met een motor. Later kwam er een graan- en zaadhandel in het molenhuis, vervolgens een tuinwinkel.

## Gebouw
De huidige molengebouwen zijn opgetrokken in baksteen, terwijl het sluiswerk en de geul voor het waterrad in natuursteen werden uitgevoerd. Dit metalen waterrad is nog aanwezig.
Ook de maalinrichting, met jakobsladder en haverpletter, is nog intact, evenals het sluiswerk.